# Kodeks Waszyngtoński
Kodeks Waszyngtoński – Codex Washingtonianus (inni piszą Washingtonensis), o numerze W (032), znany też jako Ewangelie Freera – rękopis Nowego Testamentu, pisany majuskułą na pergaminie w języku greckim. Kodeks słynie z tzw. Logionu Freera w Mk 16,14, dodatku nie występującego w żadnym innym zachowanym rękopisie. Tekst rękopisu jest eklektyczny, w różnych swoich partiach reprezentuje wszystkie główne tradycje tekstualne.
Rękopis zakupiony został przez amerykańskiego przemysłowca w 1906 roku, od 1923 roku przechowywany jest w Waszyngtonie (stąd nazwa kodeksu).

## Opis
Zawiera cztery Ewangelie, w tzw. zachodniej kolejności według Mateusza, Jana, Łukasza, Marka; brakuje Mk 15,13-38; J 14,26 – 16,7. Stanowi go 187 kart pergaminowych (21 na 14 cm), sporządzonych ze skóry owczej, albo – w niektórych partiach – koziej. Karty kodeksu rozporządzone zostały w 26 foliałach (w quarto i octavo). Grubość pergaminu jest rozmaita, od 0,05 mm do 0,20 mm. Niektóre z kart kodeksu są palimpsestem.
Tekst pisany jest jedną kolumną na stronę, w 30 linijkach na stronę, niewielką uncjałą. Słowa pisane są w sposób ciągły, bez przerw między wyrazami. Brak akcentów, z przydechów stosowany jest tylko spiritus asper, jednak rzadko. Imiona hebrajskie często są oddawane w zniekształconej formie. Tekst zawiera nieco korekt dokonanych przez oryginalnego skrybę, oraz przez kilku późniejszych korektorów.
Kodeks jest dziełem dwóch skrybów, pierwszy foliał Ewangelii według Jana zawierający tekst 1,1-5,11 wyszedł spod ręki innego skryby, stosuje inny system punktacji, również pergamin jest inny. Foliał ten został dodany w VII, prawdopodobnie aby zastąpić zniszczony. Ta partia kodeksu oznaczana jest przez siglum Ws. Dwie ilustracje zostały dodane w VII wieku, służą jako okładki dla kodeksu.
Nomina sacra zazwyczaj pisane są w formie skróconej: ΘΣ, ΚΣ, ΧΡΣ, ΙΣ, ΠΝΑ, ΑΝΟΣ, ΠΗΡ, ΜΗΡ, ΥΣ, ΔΑΔ, (ΔΔ tylko raz), ΙΗΛ, (ΙΣΡΛ tylko raz).
Tekst Mt 16,2b-3 (znaki czasu) występuje w rękopisie i nie został oznakowany przez obelus jako tekst wątpliwy. Teksty Łk 22,43-44 (krwawy pot Jezusa); Jan 5,4 (zstępujący anioł z nieba) i Jan 7,53-8,11 zostały ominięte przez skrybę. Zawiera jednak wiersz Mt 23,14, zwykle opuszczany przez najstarsze rękopisy.
Ponadto nie zawiera Mt 5,21-22 (w czym jest zgodny z minuskułem 33) oraz Łk 19,25 (również Kodeks Bezy, minuskuł 69, 1230, 1253, lekcjonarze, starołacińskie b, d, e, ff², oraz syrc, syrsin, copbo).

## Tekst
Jest doskonałym przykładem tekstu eklektycznego, przekazuje wszystkie cztery podstawowe teksty oraz – jako piąty – tekst mieszany. Wedle opinii H. A. Sandersa został on przepisany z rękopisu utworzonego z fragmentów różnych rękopisów ocalałych po prześladowaniach Dioklecjana. 
- Mt 1-28; Łk 8, 13 – 24, 53 – tekst bizantyjski;
- Mk 1, 1 – 5, 30 – tekst zachodni podobny do przekładów starołacińskich;
- Mk 5, 31 – 16, 20 – tekst cezarejski bliski dla {\displaystyle {\mathfrak {P}}^{45}}[19];
- Łk 1, 1 – 8, 12 i J 5, 12 – 21, 25 – tekst aleksandryjski;
- J 1, 1 – 5, 11 – tekst mieszany aleksandryjsko-zachodni.

Tekst J 1, 1 – 5, 11 został dodany w VII wieku, prawdopodobnie aby zastąpić uszkodzony.
Kurt i Barbara Alandowie określili jego tekst jako nieregularny i dali mu następujący profil tekstualny 1181, 701/2, 542, 88s. Profil ten oznacza, że tekst kodeksu 118 razy wspiera tekst bizantyjski przeciwko "oryginalnemu", 70 razy jest zgodny z tekstem bizantyjskim i "oryginalnym" jednocześnie, 54 razy wspiera tekst "oryginalny" przeciwko bizantyjskiemu, ponadto posiada 88 sobie właściwych wariantów tekstowych (Sonderlesarten). W oparciu o ten profil zaklasyfikowali go do III kategorii. Jednak profil Alandów nie uwzględnia eklektycznego charakteru kodeksu, gdyby był robiony z osobna dla partii reprezentującej tekst aleksandryjski i z osobna dla partii reprezentującej tekst bizantyjski, pierwsza zaklasyfikowana by została do kategorii II, druga do kategorii V.
Frederik Wisse zbadał dokładnie trzy rozdziały kodeksu w Ewangelii według Łukasza według tzw. Claremont Profile Method (metoda wielokrotnych wariantów). Wedle tej metody kodeks przekazuje tekst aleksandryjski w Łk 1 oraz standardowy tekst bizantyjski według rodziny Kx w Łk 10 i W Łk 20. W Łk 10 i Łk 20 jego tekst jest bliski dla kodeksu Athos Dionysius.

## Logion Freera

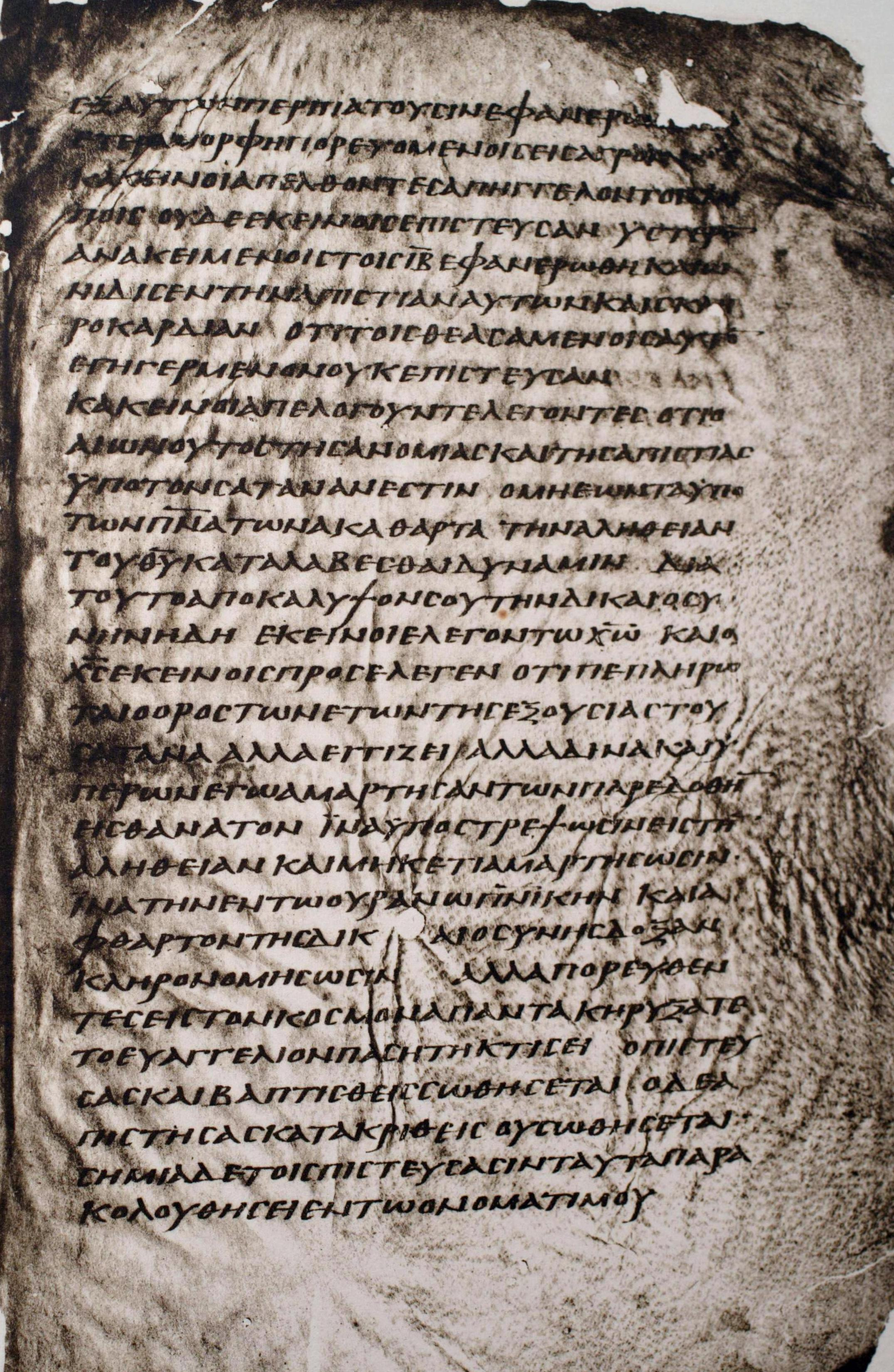
Marek 16,12-17 zawierający Freer Logion

Zawiera oryginalne, rzadko lub nigdzie nie występujące dodatki. Wyróżniają się wśród nich dwa, dłuższe dodatki w Ewangelii według Marka. W Mk 1, 3 cytat z Iz 40, 3 wydłużony został o tekst Iz 40, 4-8. W Mk 16, 14 zawiera tzw. Logion Freera, dodatek nie spotykany w żadnym innym rękopisie biblijnym. Brzmi następująco: 

Κακεινοι απελογουντο λεγοντες οτι ο ιων ουτος της ανομιας υπο τον σαταναν εστιν, ο μη εων τα (τον μη εωντα?) υπο των πνευματων ακαθαρτα (-των?) την αληθειαν του θεου καταλαβεσθαι (+ και?) δυναμιν δια τουτο αποκαλυψον σου την δικαιοσυνην ηδη, εκεινοι ελεγον τω χριστω και ο χριστος εκεινοις προσελεγεν οτι πεπληρωται ο ορος των ετων της εξουσιας του σατανα, αλλα εγγιζει αλλα δεινα και υπερ ων εγω αμαρτησαντων παρεδοθην εις θανατον ινα υποστρεψωσιν εις την αληθειαν και μηκετι αμαρτησωσιν ινα την εν τω ουρανω πνευματικην και αφθαρτον της δικαιοσυνης δοξαν κληρονομησωσιν.

Przekład:

Oni usprawiedliwiali się, mówiąc: Ten wiek bezprawia i niewiary jest pod Szatanem, który nie pozwala prawdzie i mocy Bożej przezwyciężyć dzieła duchów nieczystych. Dlatego objaw swoją sprawiedliwość teraz – tak oni powiedzieli do Chrystusa. A Chrystus odpowiedział im: wypełnił się limit lat mocy Szatana, ale zbliżają się inne straszne rzeczy. Za tych, którzy zgrzeszyli zostałem wydany na śmierć, aby oni mogli wrócić do prawdy i nie grzeszyć więcej, aby w niebie mogli odziedziczyć duchową i niezniszczalną chwałę sprawiedliwości.

Tekst ten nie występuje w żadnym innym rękopisie Nowego Testamentu, ani nie jest poświadczony przez żaden zachowany dokument pisany. Dodatek, a przynajmniej jego część, był znany Hieronimowi, który wspomina, iż niektóre kopie, zwłaszcza greckie rękopisy zawierają:

et illi satisfaciebant dicentes: Saeculum istud iniquitatis et incredulitatis substantia (sub Satana?) est, quae non sinit per immundos spiritus veram Dei apprehendi virtutem: irdirco iamnunc revela iustitiam tuam.

Wskazywano, że dodatek może mieć apokryficzne pochodzenie. Bruce M. Metzger wyraził w tym względzie wątpliwość. Dodatek zawiera kilka słów oraz wyrażeń nie występujących w Ewangelii Marka. Roger L. Omanson jest zdania, że Logion został dodany przez kopistę w II albo III wieku, który chciał w ten sposób osłabić zarzut niewiary postawiony apostołom w Mk 16,14.

## Historia

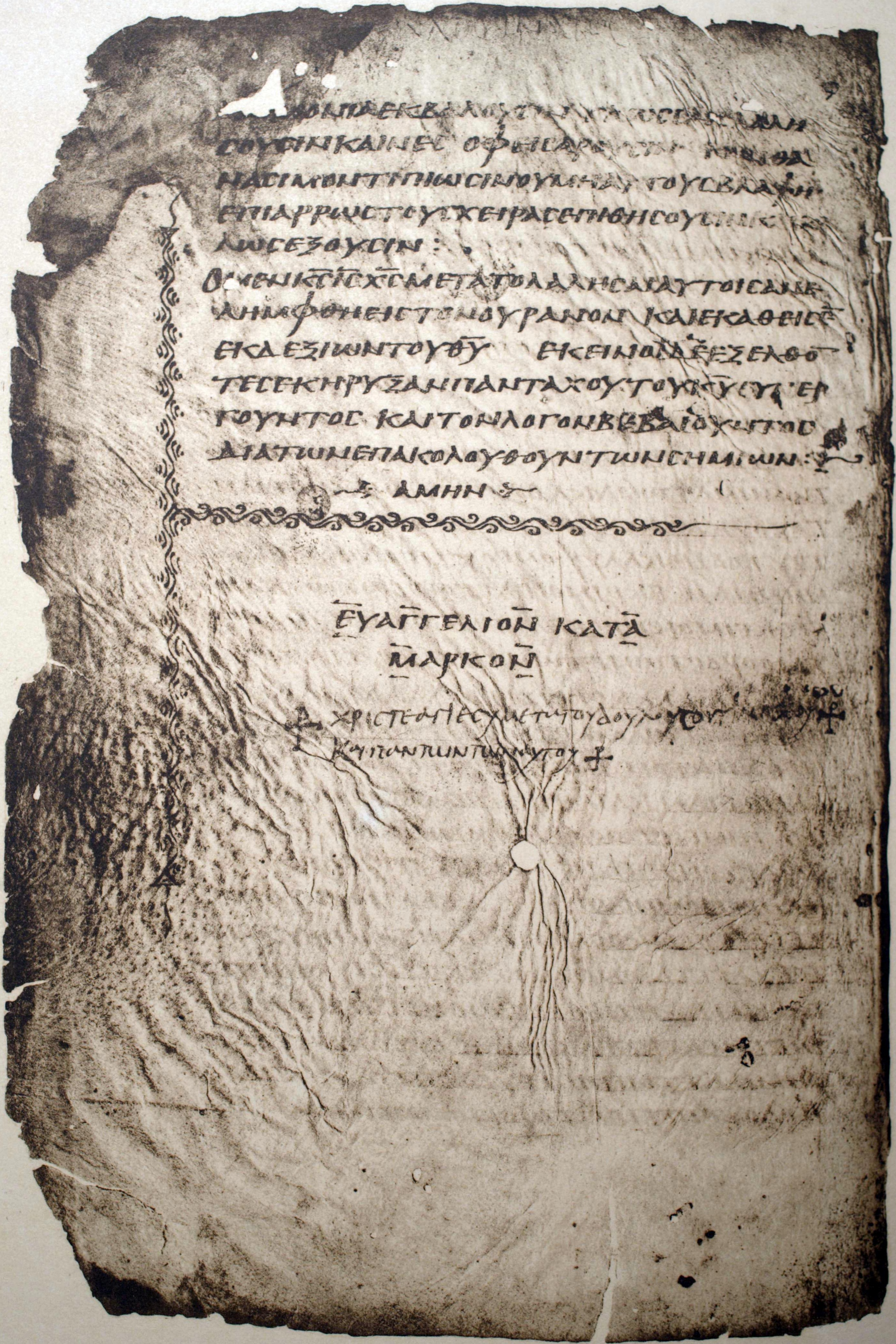
Koniec Ew. Marka ze zdobionym kolofonem i subscriptio

Kodeks od chwili odkrycia był zwykle datowany na początek V wieku (ewentualnie koniec IV wieku). W roku 2006 Ulrich Schmid argumentował, że należy datować co najmniej o jedno stulecie później. Oficjalną datą podawaną przez INTF pozostaje wciąż IV/V wiek.
Kształty liter wyraźnie wskazują na Egipt jako miejsce powstania kodeksu. Litery mają wydłużone poziome kreski, Β oraz Δ mają wydłużoną podstawę, θ oraz Ε – wydłużoną środkową kreskę, Π – wydłużoną górną kreskę. Ramiona litery Ψ są poziome i nie zaginają ku górze. Wszystkie te cechy wskazują na Egipt. Charakter pisma przypomina zwłaszcza Codex Panopolitanus (Papyrus Cairensis 10759), fragment Księgi Henocha, znaleziony w roku 1886, w klasztorze Senuto, koło Achmim w Egipcie. 
Na ostatniej stronie kodeksu, poniżej kolofonu Ewangelii według Marka znajduje się subscriptio – patrz ilustracja – pisane semi-kursywą, przez jednego z właścicieli kodeksu: "Święty Chryste, bądź z twoim sługą Tymoteuszem i ze wszystkimi, którzy są jego". Podobne noty spotykane są w innych rękopisach (np. minuskuł 579 Gregory-Aland). Tymoteusz, właściciel kodeksu, był prawdopodobnie opatem klasztoru. Wydawca kodeksu datował tę notę na V wiek.
Kodeks zakupił zamożny amerykański przemysłowiec i kolekcjoner dzieł sztuki Charles Lang Freer pod koniec 1906 roku w egipskiej Gizie od arabskiego handlarza o imieniu Ali za sumę 1 600 £. Ali oświadczył, iż pochodzą one z Klasztoru Białego w pobliżu Sauhadż, ale bardziej prawdopodobne wydaje się, że znaleziono je w ruinach któregoś z klasztorów, np. Klasztoru Winogrodnika, niedaleko piramid w Gizie. Początkowo rękopis należał do prywatnej kolekcji Charlesa Freera (1854–1919), w Detroit. Od 1923 roku przechowywany jest w Waszyngtonie, w Smithsonian Institution (Freer Gall. of Art, 06. 274). Kodeks znany jest pod dwoma nazwami: Kodeks Waszyngtoński (od obecnego miejsca przechowywania), lub Ewangelie Freera (od odkrywcy).
Tekst kodeksu wydany został metodą facsimile w 1912 roku przez Henry'ego A. Sandersa. Kodeks jest cytowany w krytycznych wydaniach greckiego nowego Testamentu (UBS3, UBS4, NA26, NA27). UBS4 oraz NA27, w odróżnieniu od poprzednich wydań, wprowadziły rozróżnienie wykorzystanych rękopisów, jeżeli chodzi o kolejność cytowania. Kodeks 032 zaliczony został do świadków I rzędu.